# Olan Soulé

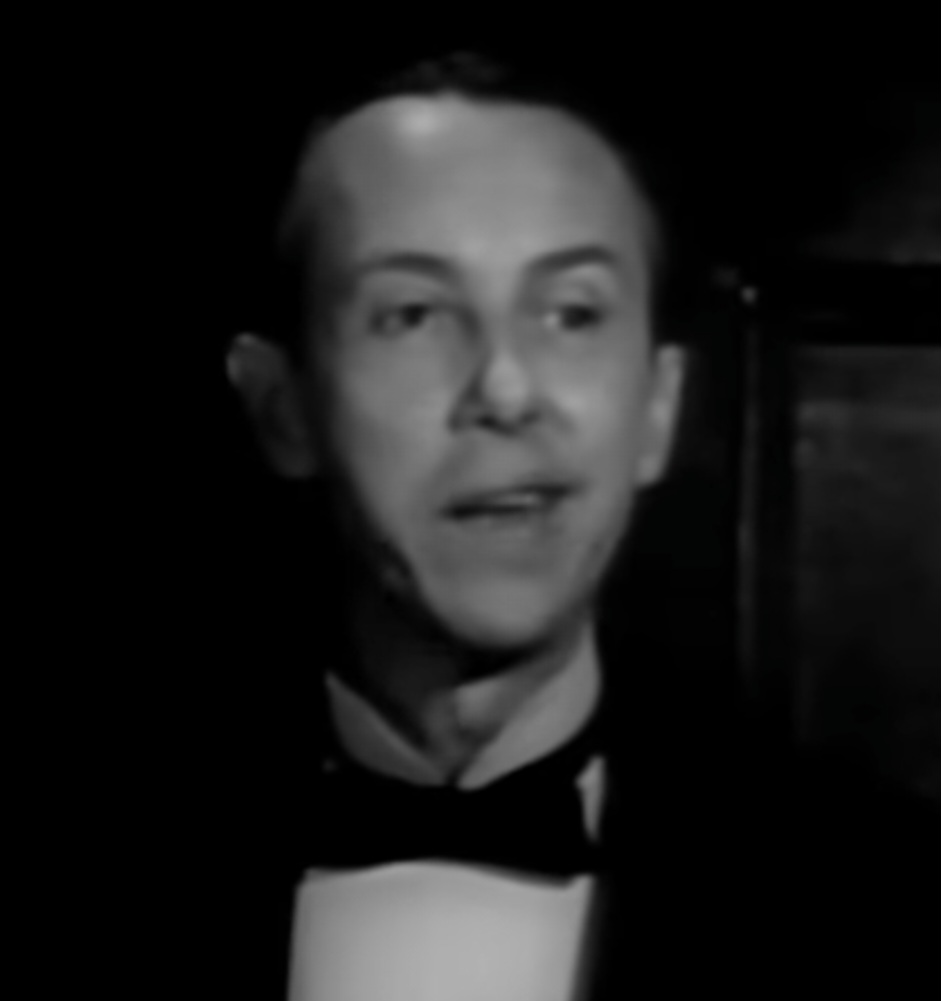
Olan Soulé (1960)

Olan Evart Soulé (* 28. Februar 1909 in La Harpe, Illinois; † 1. Februar 1994 in Los Angeles, Kalifornien) war ein US-amerikanischer Schauspieler und Synchronsprecher.

## Leben
Olan Soulé war der Sohn von Elbert and Ann Williams Soulé. Er hatte drei Vorfahren, die mit der Mayflower nach Amerika kamen. In Des Moines, Iowa wuchs er auf. Ab 1926 arbeitete er für 11 Jahre als Schauspieler für die Seifenoper Bachelor's Children, die täglich im Radio ausgestrahlt wurde. Von 1943 bis 1949 war er fast ausschließlich einer der Hauptdarsteller in unterschiedlich aufgeführten Theaterstücken, die allabendlich in der Reihe First Nighter im Radio gesendet wurde. Zur finalen Staffel von 1952 bis 1953 wurde er nochmals dafür engagiert.
Vom Radio ging es zum Film. Ab 1949 spielte er jährlich in mehreren Film- und Fernsehproduktionen mit. Insgesamt kam er bis zu seinem Tod auf über 7000 Radioshows und Werbespots sowie auf über 200 Fernsehserien und über 60 Filme. Häufig spielte er dabei allerdings nur Statisten oder kleinste Nebenrollen, die weder einen Namen hatten, noch im Abspann aufgeführt wurden. Dennoch war er in berühmten Filmen wie Der Tag, an dem die Erde stillstand, Der unsichtbare Dritte und Cincinnati Kid zu sehen. Er spielte dabei an der Seite von Schauspielgrößen wie Cary Grant, Steve McQueen, Richard Burton, Jack Lemmon, Doris Day und Marilyn Monroe.
Große Bekanntheit erlangte Soulé durch die Synchronisation des Superhelden Batman in unterschiedlichen Zeichentrickserien. Nachdem Soulé 1966 noch einen namenlosen Nachrichtensprecher in einer Folge der beliebten Fernsehserie Batman gespielt hatte, wurde er 1968 zum ersten Mal als Stimme für 17 Folgen der dritten Staffel der Zeichentrickserie Ein Job für Superman engagiert. Bis 1983 sprach er ihn, mit Unterbrechungen, in denen der ursprüngliche Batmandarsteller Adam West die Stimme übernahm, den dunklen Rächer. Anschließend blieb er auch weiterhin den Franchise verbunden, wobei er zuletzt die Stimme von Professor Martin Stein, dem Alter Ego des Superhelden Firestorm, wurde.
Am 1. Februar 1994 verstarb Soulé im Alter von 84 Jahren an den Folgen seines Lungenkrebserkrankung. Seine Frau, mit der er zwei gemeinsame Kinder hatte und bereits seit 1929 verheiratet war, verstarb zwei Jahre früher. Er hinterließ beide Kinder und insgesamt acht Enkelkinder.

## Filmografie (Auswahl)
Schauspieler
- 1949: Der Stachel des Bösen (Beyond the Forest)
- 1949: Ein tolles Gefühl (It’s a Great Feeling)
- 1949: Glück in Seenot (The Lady Takes a Sailor)
- 1949: Venus am Strand (The Girl from Jones Beach) (nur Stimme)
- 1950: Das Brandmal (Branded)
- 1950: Verliebt, verlobt, verheiratet (Peggy)
- 1951: Der Tag, an dem die Erde stillstand (The Day the Earth Stood Still)
- 1951: Mord in Hollywood (Hollywood Story)
- 1952: Die Stadt der tausend Gefahren (The Atomic City)
- 1952: Liebe, Pauken und Trompeten (Stars and Stripes Forever)
- 1952: Liebling, ich werde jünger (Monkey Business)
- 1952: Bronco Buster
- 1952: Versuchung auf 809 (Don’t Bother to Knock)
- 1953: Ärger auf der ganzen Linie (Trouble Along the Way)
- 1953: Madame macht Geschichte(n) (Call Me Madam)
- 1954: Eine glückliche Scheidung (Phffft)
- 1954: Großrazzia (Dragnet)
- 1954: Lebensgier (Human Desire)
- 1955: Ehe in Fesseln (Queen Bee)
- 1955: König der Schauspieler (Prince of Players)
- 1955: Metaluna IV antwortet nicht (This Island Earth)
- 1956: Menschenraub (Ransom!)
- 1956: Unidentified Flying Objects: The True Story of Flying Saucers
- 1957: Der Henker nimmt Maß (House of Numbers)
- 1958: Das rote Telefon… Alarm! (The Lost Missile)
- 1959: Der unsichtbare Dritte (North by Northwest)
- 1960: Anruf genügt – komme ins Haus (Bells are Ringing)
- 1960: Die Unerbittlichen (Hell Bent for Leather)
- 1961: Junggeselle im Paradies (Bachelor in Paradise)
- 1962: Der Tiger ist unter uns (13 West Street)
- 1962: Die Tage des Weines und der Rosen (Days of Wine and Roses)
- 1963: Ob blond, ob braun … (It Happened at the World’s Fair)
- 1962: Spiel mit mir (Billy Rose’s Jumbo)
- 1963: Sonntag in New York (Sunday in New York)
- 1964: Der Mörder mit der Gartenschere (Shock Treatment)
- 1965: Bei Madame Coco (The Art of Love)
- 1965: Cincinnati Kid (The Cincinnati Kid)
- 1965: Kurven-Lily (Girl Happy)
- 1966: Batman (Fernsehserie, eine Folge)
- 1968: Totem (Day of the Evil Gun)
- 1969: Polizeibericht: Fall Johnson aufgeklärt (Dragnet 1966)
- 1969: Superhirn in Tennisschuhen (The Computer Wore Tennis Shoes)
- 1970: Wo bitte geht’s zur Front? (Which Way to the Front?)
- 1974: Flammendes Inferno (The Towering Inferno)
- 1975: Der Tag der Abrechnung (St. Ives)
- 1975: Die Semmelknödelbande (The Apple Dumpling Gang)
- 1976: Zotti, das Urviech (The Shaggy D.A.)
- 1978–1979: Kampfstern Galactica (Battlestar Galactica, Fernsehserie, zwei Folgen)
- 1984: C.A.S.H. (The Jerk, Too)
- 1991: Homicide – Mordkommission (Homicide)

Synchronsprecher
- 1968–1969: Ein Job für Superman (The Batman/Superman Hour, Zeichentrickserie, 17 Folgen)
- 1969–1971: Sesamstraße (Fernsehserie, zwei Folgen)
- 1972: The New Scooby-Doo Movies (Zeichentrickserie, vier Folgen)
- 1973: Die Superfreunde (Super Friends, Zeichentrickserie, 16 Folgen)
- 1973: La planète sauvage (englische Fassung)
- 1977: The All-New Super Friends Hour (Zeichentrickserie, sechs Folgen)
- 1978: Challenge of the SuperFriends (Zeichentrickserie, 16 Folgen)
- 1978: Der Esel von Bethlehem (The Small One)
- 1979: Buck Rogers (Fernsehserie, eine Folge)
- 1979: The World’s Greatest SuperFriends (Zeichentrickserie, zwei Folgen)
- 1980–1983: Die Superfreunde (Super Friends, Zeichentrickserie, 23 Folgen)
- 1985: The Super Powers Team: Galactic Guardians (Zeichentrickserie, eine Folge)